# فلوریانو فرامولا

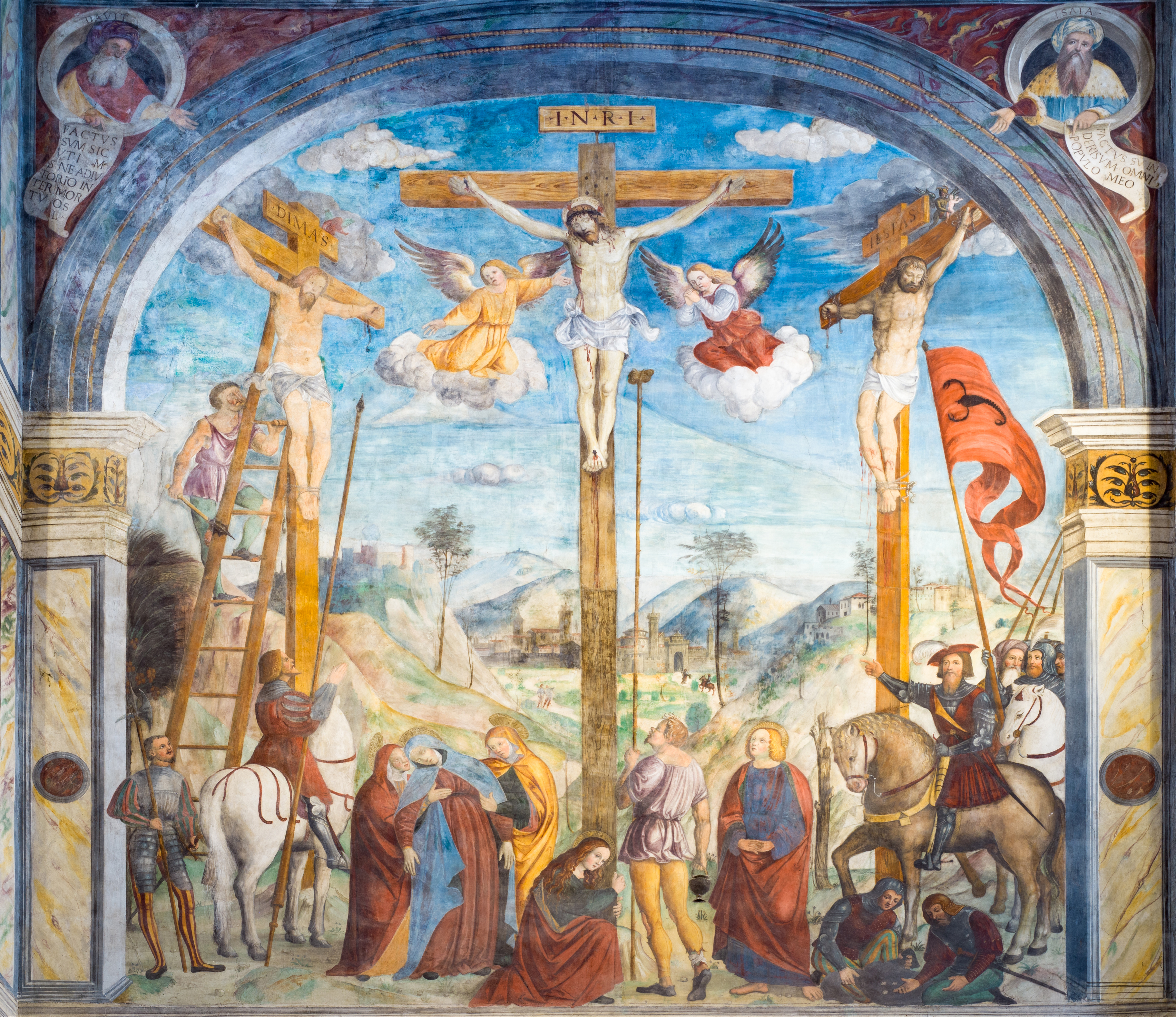
نگاره‌ای از فرسکوی تصلیب عیسی که توسط فلوریانو فرامولا بر دیوار صومعهٔ سنت جیولیا در برشا، ایتالیا کشیده شده‌است.

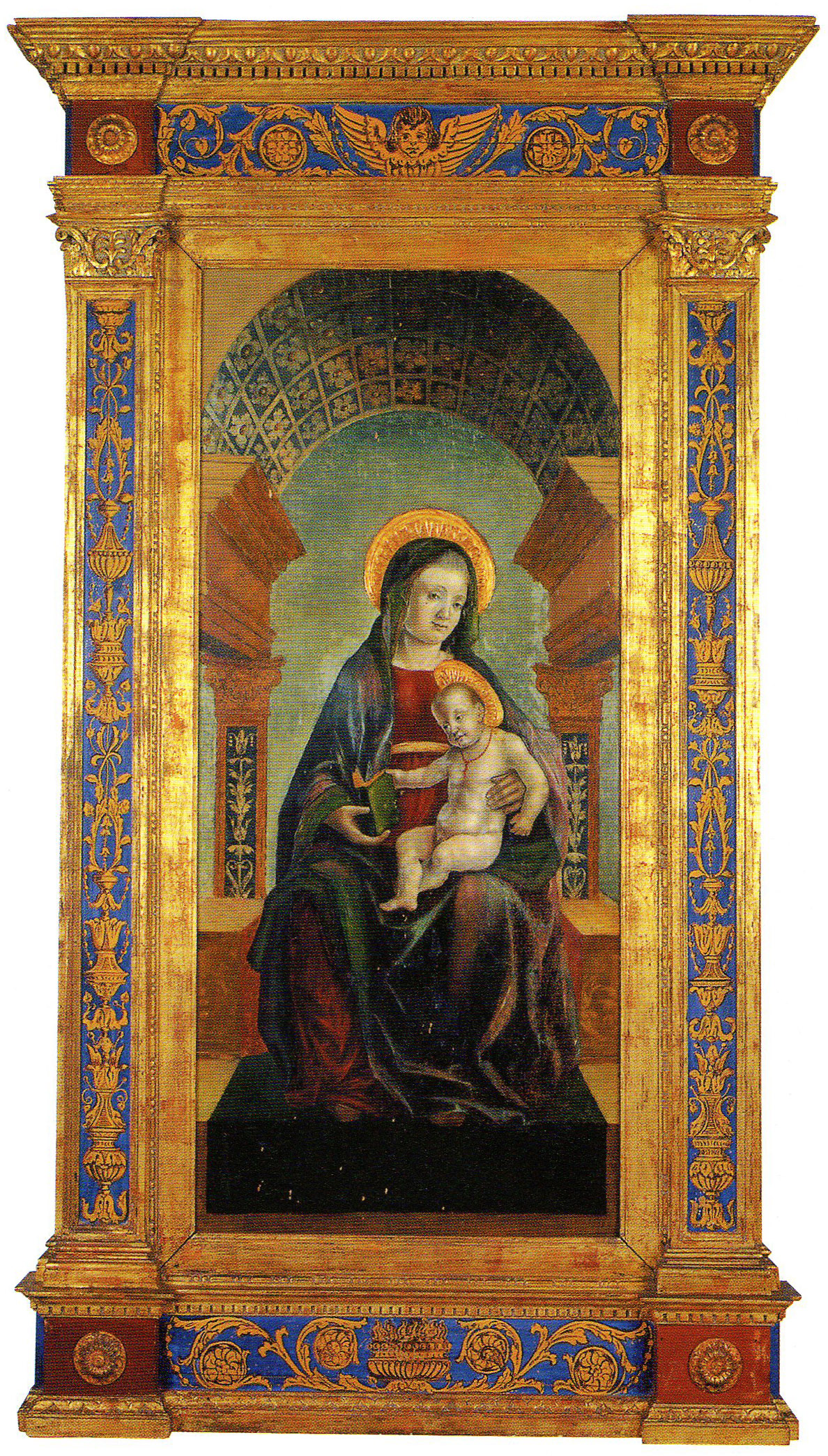
مادونا تاج و تخت با کودک، اوایل قرن شانزدهم. کاخ اسقف، برشا.

فلوریانو یا فیوراوانته فرامولا (به انگلیسی: Floriano or Fioravante Ferramola)، (تولد: حدود ۱۴۷۸ - مرگ: ۳ ژوئیه ۱۵۲۸) یک نقاش ایتالیایی دوره رنسانس بود که بیشتر در برشا فعالیت می‌کرد. 

## زندگی‌نامه
نام وی برای اولین بار در سال ۱۵۰۳ ذکر شد، اولین اثر شناخته شده او مربوط به ۱۵۰۷–۱۵۰۸ است که اکنون در موزه‌های سیوی پاویا قرار دارد. در سال ۱۵۱۲ او تصویری از گاستون دو فویکس را نقاشی کرد. بعداً فرامولا یک بشارت برای کلیسای کارمین در برشا و همچنین برای کلیسای سانتا ماریا دله گراتسی در برشا نقاشی کشید. وی همچنین یک نقاشی دیواری برای کاخ کالینی در برشا نقاشی کرده‌است. یکی از آثار وی را می‌توان در لندن در موزه ویکتوریا و آلبرت مشاهده کرد.